# Peter Schäfer (Judaist)

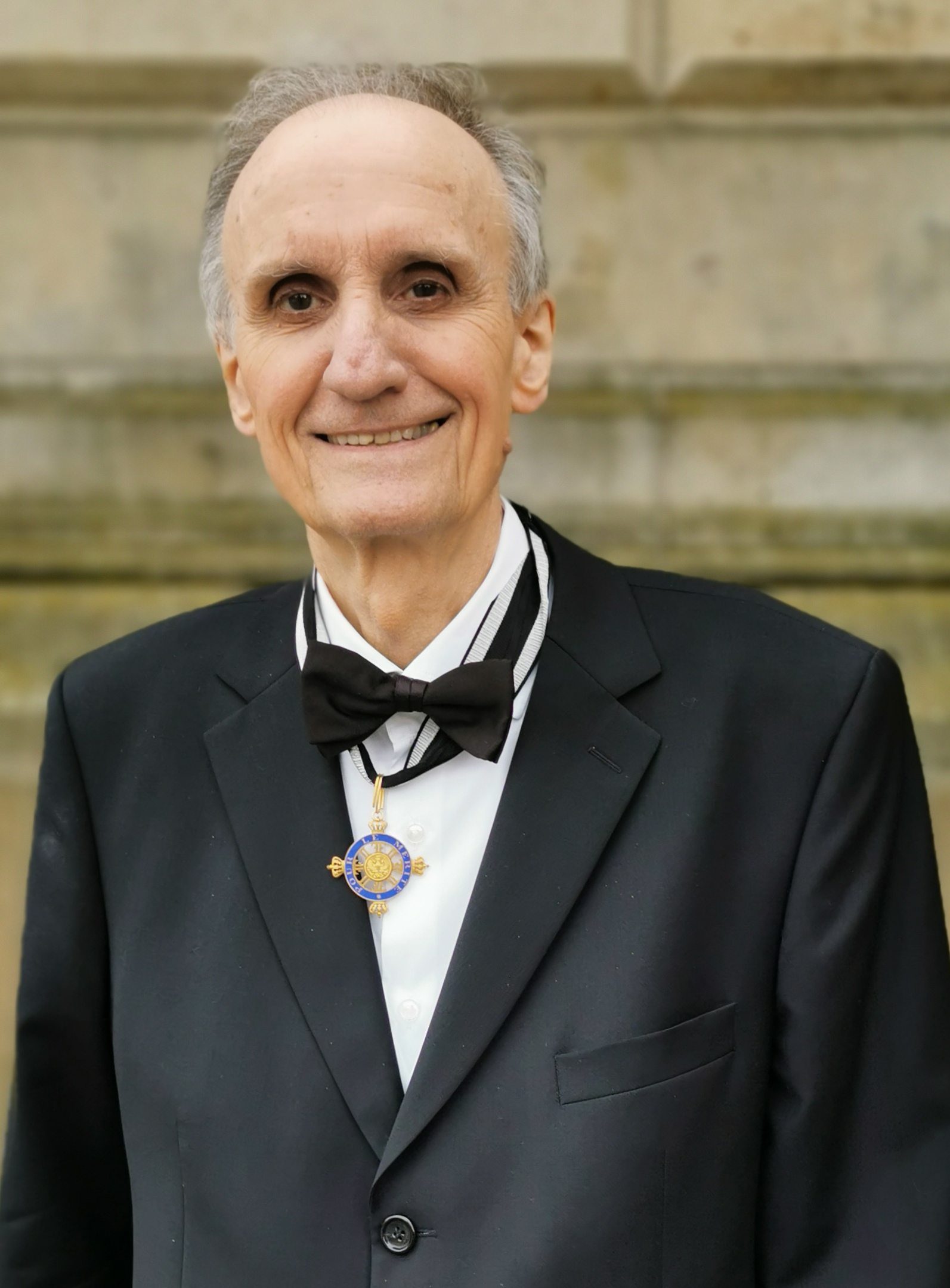
Peter Schäfer (2022)

Peter Schäfer (* 29. Juni 1943 in Hückeswagen) ist ein deutscher Judaist und Hochschullehrer. Er gilt als einer der führenden Experten für das Judentum der Antike und des frühen Mittelalters. Schäfer hat sowohl den Mellon Award (2007) als auch den Leibniz-Preis (1994) erhalten. Von 2014 bis 2019 leitete er als Direktor das Jüdische Museum Berlin.

## Wirken als Hochschullehrer

### Ausbildung und Laufbahn
Nach seinem Abitur 1962 am altsprachlichen Zweig des nachmaligen Otto-Pankok-Gymnasiums in Mülheim an der Ruhr studierte Peter Schäfer vier Semester katholische Theologie, Philosophie und Judaistik an der Rheinischen Friedrich-Wilhelms-Universität Bonn, weitere zwei Jahre mit einem Stipendium des Deutschen Akademischen Austauschdienstes an der Hebräischen Universität Jerusalem und zuletzt an der Albert-Ludwigs-Universität Freiburg. 1968 wurde er in Freiburg bei Arnold Goldberg zum Dr. phil. promoviert. Nach einer Tätigkeit als Wissenschaftlicher Mitarbeiter an der Eberhard-Karls-Universität Tübingen habilitierte er sich 1973 in Judaistik an der Johann Wolfgang Goethe-Universität Frankfurt am Main.
1974 erhielt Schäfer einen Ruf an die Universität zu Köln auf die außerplanmäßige Professur für Judaistik am Martin-Buber-Institut; 1982 wurde er Professor in Köln. 1983 wechselte er an die Freie Universität Berlin (FU) und wurde dort Lehrstuhlinhaber und Direktor des Instituts für Judaistik und somit Nachfolger Marianne Awerbuchs und Jacob Taubes'.
1992 wurde Schäfer „Member“ am Institute for Advanced Study in Princeton und war dort zudem von 1994 bis 1996 „Visiting Mellon Professor“. Von 1998 bis 2013 hatte Schäfer an der Princeton University als erster Lehrstuhlinhaber die „Ronald O. Perelman Professorship of Jewish Studies“ inne und war „Professor of Religion“. Von 2005 bis 2013 war er dort auch Direktor des Studienprogramms Judaistik. An der FU Berlin war er bis zu seiner Emeritierung (2008) beurlaubt.
Peter Schäfer, der fließend Englisch und Hebräisch spricht, war Gastprofessor an mehreren Universitäten und ist in zahlreichen Gremien engagiert. Von 1983 bis 1985 war er Vorsitzender des Verbandes der Judaisten in der Bundesrepublik Deutschland e. V. Seit 1987 ist er korrespondierendes Mitglied („Corresponding Fellow“) der British Academy und seit 1997 „Foreign Member“ der American Philosophical Society sowie seit 2006 „Fellow“ an der American Academy for Jewish Research. 2002/2003 wurde er „Fellow“ am Historischen Kolleg in München und 2007/2008 am Wissenschaftskolleg zu Berlin. Schäfer ist ordentliches Mitglied der Berlin-Brandenburgischen Akademie der Wissenschaften und dort in der „Kommission Martin Buber-Werkausgabe“ engagiert. 2017 wurde er als auswärtiges Ehrenmitglied in die American Academy of Arts and Sciences gewählt.
Schäfer gehört zu den Unterzeichnern der Jerusalemer Erklärung zum Antisemitismus, die eine Neudefinition und Präzisierung des Antisemitismusbegriffs vornimmt.
Schäfer hat zahlreiche Bücher und wissenschaftliche Arbeiten auf seinem Fachgebiet publiziert.

### Würdigung
1993 wurde Schäfer mit der Ehrendoktorwürde der Universität Utrecht ausgezeichnet und 2007 mit der Ehrendoktorwürde der Universität Tel Aviv, Israel, geehrt.
Schäfer erhielt 1994 den Leibniz-Preis der Deutschen Forschungsgemeinschaft, den höchsten deutschen Wissenschaftspreis. 2007 wurde er mit dem „Andrew W. Mellon Foundation Distinguished Achievement Award“, kurz: Mellon Award, ausgezeichnet für seine maßgebliche Initiative, die Tradition jüdischer Studien in Deutschland wiederzubeleben. Bei dem mit 1,5 Millionen Dollar dotierten Preis handelt es sich um die höchste Ehrung für Geisteswissenschaftler in den USA. Weitere Ehrungen, die Schäfer zuteilwurden, waren der Ruhrpreis für Kunst und Wissenschaft (2008), der Dr. Leopold Lucas-Preis (2014) und der Reuchlin-Preis (2015).
In der Begründung der Andrew W. Mellon Foundation zur Verleihung des Mellon Award 2007 heißt es, Schäfer zähle zu den bedeutendsten Judaistik-Forschern für die Zeit der Antike und des frühen Mittelalters. Der Einfluss seines wissenschaftlichen Werks reiche allerdings weit über das Fach der Judaistik hinaus. So prägten seine historischen und analytischen Arbeiten die Forschung in anderen geistes- und religionswissenschaftlichen Feldern, darunter die Forschung über Mystik, über die Literatur der Renaissance und über das frühe Christentum. Schäfer habe maßgeblich dazu beigetragen, die Tradition jüdischer Studien in Deutschland wiederzubeleben und damit die Wissenschaftslandschaft in anderen europäischen Staaten beeinflusst.
Mit dem ihm 2014 verliehenen Dr. Leopold Lucas-Preis der Evangelisch-Theologischen Fakultät der Universität Tübingen wurde Schäfers „herausragender Beitrag zur Erforschung der Geschichte, der Literatur und der Theologie des antiken und frühmittelalterlichen Judentums“ gewürdigt.
2015 bezeichnete die Stadt Pforzheim anlässlich der Ehrung mit dem Reuchlinpreis Schäfer als einen „der bedeutendsten Judaisten unserer Zeit, der sich mit seinen Forschungen zu den christlich-jüdischen Religionsbeziehungen herausragende Verdienste erworben hat“.
Im Jahr 2021 wurde er in den Orden Pour le Mérite aufgenommen.

### Kritik
In seiner Kurzen Geschichte des Antisemitismus klammert Schäfer die jüdische Auseinandersetzung mit dem Christentum im Mittelalter weitgehend aus. Das betrachtet Franz Graf-Stuhlhofer als Mangel, da von beiden Seiten polemisiert wurde. Schäfer vermittle also „ein einseitiges, schiefes Bild von der Vergangenheit“.
Einseitig findet Graf-Stuhlhofer auch Schäfers Umgang mit dem Neuen Testament: Schäfer meint, im Johannes-Evangelium die stärkste Judenfeindschaft innerhalb des NTs zu erkennen. Dabei ignoriert Schäfer jedoch die im Johannes-Evangelium berichtete, nicht zu Schäfers negativer Sicht passende Aussage Jesu: „Das Heil kommt von den Juden“ (Joh 4,22). Aus Schäfers Darstellung gehe hervor, dass Juden im christianisierten Europa bis etwa 1100 n. Chr. zwar oft eingeschränkt wurden, aber relativ friedlich leben konnten. Das spreche laut Graf-Stuhlhofer „dafür, dass sich aus der Lektüre der neutestamentlichen Schriften keine Gefahr für Juden ergab“.

## Wirken als Museumsdirektor
Im Juni 2014 beschloss der Stiftungsrat des Jüdischen Museums Berlin, Peter Schäfer als einen „weltweit angesehenen Spezialisten für die Geistesgeschichte des antiken und mittelalterlichen Judentums“ in der Nachfolge W. Michael Blumenthals zum Direktor zu bestellen. Schäfer, Katholik und Nichtjude, trat sein Amt am 1. September desselben Jahres an.
Schäfers Vertrag als Direktor des Museums wurde trotz der Kontroversen rund um die Gestaltung der Jerusalem-Ausstellung und den Besuch des iranischen Kulturrats (siehe unten) um ein Jahr (bis Ende August 2020) verlängert. Nach der zugespitzten Diskussion um einen Tweet der Abteilung für Öffentlichkeitsarbeit des Museums bezüglich des Beschlusses des Deutschen Bundestags zu BDS (siehe ebenfalls unten) trat Schäfer am 14. Juni 2019 vom Vertrag zurück, um Schaden vom Museum abzuwenden, wie es hieß.

### Aktivitäten des Museums unter Schäfers Direktorat
Neben zahlreichen weiteren Aktivitäten wurde unter Schäfers Direktorat Ende 2018 die Ausstellung A wie Jüdisch. In 22 Buchstaben durch die Gegenwart eröffnet, die auf jüdische Identitäten und Lebensrealitäten in Deutschland heute blickt. 22 Momentaufnahmen geben Einblick in den Alltag und das Selbstverständnis alteingesessener und zugezogener Jüdinnen und Juden im 21. Jahrhundert.
2018 ging auch die partizipative Plattform Jewish Places online. In den Jahren zuvor waren dazu vom Jüdischen Museum mit bundesweiten Kooperationspartnern mehr als 8500 aktuelle und historische Daten zu Orten jüdischen Lebens in Deutschland auf einer interaktiven Karte erfasst und visualisiert worden.
Das Jüdische Museum Berlin lud zudem mit der Stiftung Neue Synagoge Berlin – Centrum Judaicum zum internationalen Symposium Geraubte Judaica ein, die sich mit dem Raub und der Zerstörung jüdischen Kulturgutes von 1933 bis 1945 auseinandersetzte.
Bereits 2016 wurde das Fellowship-Programm des Jüdischen Museums um die W. Michael Blumenthal Fellowship zur jüdisch-islamischen Beziehungsgeschichte erweitert. Erster Fellow war der Islamwissenschaftler Walid Abd El-Gawad aus Kairo mit dem Postdoc-Projekt: „Wer eine Religion kennt, kennt keine“ – Reflexionen über Islam und Judentum in Schriften deutschsprachiger jüdischer Orientalisten (1833–1955).

### Kontroversen

#### Die Jerusalem-Ausstellung
Die von Margret Kampmeyer kuratierte Ausstellung Welcome to Jerusalem wurde vom israelischen Ministerpräsidenten, Benjamin Netanjahu, und der Jüdischen Gemeinde zu Berlin als einseitig kritisiert. Der Antisemitismusbeauftragte der Jüdischen Gemeinde zu Berlin, Sigmount A. Königsberg, meinte, dass darin „durch systematisches Weglassen das Bild verzerrt“ werde. So werde Israel einseitig als Aggressor und die Palästinenser als sich auf legitime Weise in ihrem Befreiungskampf wehrende Opfer dargestellt. Der Kritik schloss sich der Vorsitzende der deutsch-israelischen Parlamentariergruppe des Deutschen Bundestages, der Grünen-Politiker Volker Beck, an: In der Ausstellung werde „behauptet, Israel hätte 1967 anlasslos Ostjerusalem erobert.“ Hingegen falle der Vormarsch der ägyptischen Armee, der jordanische Beschuss Westjerusalems und Israels Warnung an Jordanien vor einem Kriegseintritt „mehr oder minder unter den Tisch“ (Näheres siehe Sechstagekrieg). Für seinen Umgang mit diesen und ähnlichen Kritiken wurde Schäfer von Michael Wuliger, dem Kolumnisten der vom Zentralrat der Juden in Deutschland herausgegebenen Wochenzeitung Jüdische Allgemeine, kritisiert.

#### Der Besuch des iranischen Kulturrats
Der Kulturrat der Islamischen Republik Iran, Seyed Ali Moujani, hatte mit dem Jüdischen Museum Berlin Kontakt aufgenommen, um Judaica aus iranischem Besitz an das Museum zu übergeben. Am 8. März 2019 besuchte Moujani das Museum und wurde von dessen Direktor, Peter Schäfer, empfangen. Die Kulturabteilung der iranischen Botschaft berichtete danach über das Treffen im Internet. Demnach hätten beide Gesprächspartner bei der Beurteilung der Problematik der „Gleichsetzung von Antisemitismus mit dem Antizionismus“ und der Analogie von Zionismus und „Islamischem Staat“ übereingestimmt. Einige Tage später wurde das Foto Schäfers aus dem Bericht entfernt, und in den Text wurde der Hinweis aufgenommen: „Auf Wunsch der Leitung des Museums ist dieser Teil mit den Aussagen und Ansichten von Prof. Dr. Peter Schäfer und das Foto des Gesprächs aus der Meldung entfernt worden.“ Die Einladung des Kulturrates ins Museum und der Empfang Moujanis durch Schäfer sowie die angeblichen Aussagen Schäfers im Rahmen der Zusammenkunft wurden von einigen Publizisten, darunter Alan Posener, Henryk M. Broder und Michael Wuliger, kritisiert. Der Blog Mena-Watch berichtete später über eine Stellungnahme von Kulturstaatsministerin Monika Grütters zu einer parlamentarischen Anfrage der AfD bezüglich des Besuchs Moujanis und der im Rahmen des Besuches getroffenen Aussagen Schäfers. Demnach stellte Grütters die Aussagen Schäfers als „aus dem Zusammenhang gerissen“ und durch den iranischen Dolmetscher falsch verstanden dar. Eine Klarstellung ist seitens des Museums oder Schäfers nicht erfolgt.

#### Der BDS-Beschluss des Bundestages
Nachdem der Deutsche Bundestag im Mai 2019 die Initiative Boycott, Divestment and Sanctions (BDS) für antisemitisch erklärt hatte (siehe BDS-Beschluss des Deutschen Bundestages), kommentierte das Jüdische Museum am 6. Juni 2019 auf Twitter, dieser Beschluss helfe „im Kampf gegen den Antisemitismus nicht weiter“. Dabei wurde Bezug auf die öffentliche Kritik von 240 israelischen und jüdischen Wissenschaftlern an diesem Bundestagsbeschluss genommen und ein entsprechender Artikel der Tageszeitung taz mit dem Tweet verlinkt. Der Tweet wurde von Jeremy Issacharoff, dem israelischen Botschafter in Deutschland, seinem US-amerikanischen Kollegen, Richard Grenell, und dem Zentralrat der Juden in Deutschland kritisiert. Letzterer äußerte in einem Tweet, das Jüdische Museum scheine „gänzlich außer Kontrolle“ geraten, und fragte, ob die Bezeichnung „jüdisch“ dem Museum noch angemessen sei.

### Unterstützung durch namhafte Kollegen
Schäfer bekam insbesondere nach seinem Rücktritt vom Direktorenamt des Jüdischen Museums Rückendeckung von zahlreichen Kollegen aus aller Welt. „Als Museumsdirektoren, Kuratoren und Fachleute, die für jüdische und nichtjüdische Museen tätig sind, möchten wir unsere Besorgnis über die Angriffe gegen unseren Kollegen [...] zum Ausdruck bringen“, heißt es in ihrer Erklärung. Schäfers Rücktritt sei „der Höhepunkt einer in den deutschen Medien seit Längerem geführten Kampagne, die die Arbeit des Museums mit seinen erstklassigen öffentlichen Programmen und Ausstellungen diskreditiert hat.“ Das Museum habe es sich zur Aufgabe gemacht, als öffentliche Plattform für eine Vielzahl von Stimmen zu dienen und eine Anzahl von Themen divers zu diskutieren, was heute wieder in besonderem Maße vonnöten sei. „Wir sehen Professor Schäfers Abgang als alarmierendes Zeichen für die Verhinderung von Debatten und für die Unterbindung freier Diskussionen, was nicht nur einer der Aufgaben eines gesellschaftlich relevanten Museums, sondern auch der jüdisch-traditionellen, konstruktiv-intellektuellen Streitkultur (hebräisch: machloket) grundlegend widerspricht.“ Dieses Ereignis sei Folge eines breiteren, besorgniserregenden globalen Trends, die Unabhängigkeit von Universitäten, Museen und Kulturinstitutionen durch routinemäßige Eingriffe von Regierungen und Kampagnenorganen einzuschränken oder sogar aufzuhebeln. „Als Museumsfachleute fragen wir uns [...], was dies für die Zukunft unserer Arbeit bedeuten mag.“ Unterzeichnet haben 58 Direktoren und Kuratoren aus vierzehn Staaten, darunter die Leiter der jüdischen Museen in München und Frankfurt/Main sowie des NS-Dokumentationszentrums München. Zuvor hatten sich bereits mehr als 300 jüdische und nicht-jüdische Wissenschaftler aus Deutschland, den USA, Israel u. a. hinter Schäfer gestellt.

## Veröffentlichungen (Auswahl)

### Monografien
- Die Vorstellung vom heiligen Geist in der rabbinischen Literatur (= Studien zum Alten und Neuen Testament. Band 28). Kösel, München 1972, ISBN 3-466-25328-4 (zugleich Dissertation, Universität Freiburg im Breisgau, 1968).
- Geschichte der Juden in der Antike. Die Juden Palästinas von Alexander dem Großen bis zur arabischen Eroberung. Katholisches Bibelwerk, Stuttgart 1983, ISBN 3-460-32021-4.[30]
  - 2., durchgesehene Auflage: Geschichte der Juden in der Antike. Mohr Siebeck/UTB, Tübingen 2010, ISBN 978-3-16-150218-7.
- Judeophobia: Attitudes toward the Jews in the Ancient world. Harvard University Press, Cambridge 1997, ISBN 0-674-48777-X.
  - Deutsche Übersetzung: Judenhass und Judenfurcht. Die Entstehung des Antisemitismus in der Antike. Verlag der Weltreligionen, Berlin 2010, ISBN 978-3-458-71028-8.
- Jesus in the Talmud. Princeton University Press, Princeton 2007, ISBN 978-0-691-12926-6.
  - Deutsche Übersetzung: Jesus im Talmud. Mohr Siebeck, Tübingen 2007, ISBN 978-3-16-149462-8.
- The origins of Jewish mysticism. Mohr Siebeck, Tübingen 2009, ISBN 978-3-16-149931-9.
  - Deutsche Übersetzung: Die Ursprünge der jüdischen Mystik. Verlag der Weltreligionen, Berlin 2011, ISBN 978-3-458-71037-0.
- Die Geburt des Judentums aus dem Geist des Christentums. Fünf Vorlesungen zur Entstehung des rabbinischen Judentums (= Tria Corda. Band 6). Mohr Siebeck, Tübingen 2010, ISBN 978-3-16-150256-9.
- The Jew Who Would Be God. In: The New Republic, 18. Mai 2012, ISSN 0028-6583, S. 36–39 (E-Text; dazu Alan Brill unter Weblinks).
  - Deutsche Übersetzung: Zum Buch von Daniel Boyarin: The Jewish Gospels: The Story of the Jewish Christ. Rezension aus dem Englischen von Claus-Jürgen Thornton. In: Kirche und Israel. Neukirchener Theologische Zeitschrift. 27. Jg., Heft 2, 2012, ISSN 0179-7239, S. 100–109 (Volltext und PDF; 351 kB; kritische Rezension).
    - Das besprochene Buch von Daniel Boyarin: The Jewish Gospels: The Story of the Jewish Christ. The New Press, New York 2012, ISBN 978-1-59558-468-7.
      - Deutsche Übersetzung: Daniel Boyarin: Die jüdischen Evangelien. Die Geschichte des jüdischen Christus (= Judentum – Christentum – Islam. Interreligiöse Studien. Band 12). Aus dem Englischen von Armin Wolf. Geleitwort von Johann Ev. Hafner. Vorwort von Jack Miles. Ergon, Würzburg 2015, ISBN 978-3-95650-098-5, ISSN 1866-4873.
- The Jewish Jesus: How Judaism and Christianity Shaped Each Other. Princeton University Press, Princeton and Oxford 2012, ISBN 978-0-691-15390-2.
- Zwei Götter im Himmel: Gottesvorstellungen in der jüdischen Antike. C. H. Beck, München 2017, ISBN 978-3-406-70412-3.
- Kurze Geschichte des Antisemitismus. Verlag C. H. Beck, München 2020, ISBN 978-3-406-75578-1.[31] (Taschenbuchausgabe Piper Verlag, München 2022)
- Die Schlange war klug. Antike Schöpfungsmythen und die Grundlagen des westlichen Denkens. C. H. Beck, München 2022, ISBN 978-3-406-79042-3.
- Das aschkenasische Judentum. Herkunft, Blüte, Weg nach Osten. C. H. Beck, München 2024, ISBN 978-3-406-81247-7.

### Herausgeberschaft
- mit Leora Batnitzky: Jewish Studies Quarterly. Mohr Siebeck, Tübingen.
- mit Irina Wandrey: Reuchlin und seine Erben. Forscher, Denker, Ideologen und Spinner. Thorbecke, Ostfildern 2005, ISBN 3-7995-5981-7.
- Wege mystischer Gotteserfahrung: Judentum, Christentum und Islam (= Schriften des Historischen Kollegs. Kolloquien. Band 65). Oldenbourg, München 2006, ISBN 3-486-58006-X (Digitalisat).
- mit Maren R. Niehoff: Genesis Rabbah in view of Patristic Exegesis. 2014–2017.